# Smith Inlet (Palmerland)
Das Smith Inlet ist eine vereiste 24 km breite Bucht an der Wilkins-Küste des Palmerlands auf der Antarktischen Halbinsel. Sie liegt zwischen dem Kap Boggs und dem Kap Collier.
Wissenschaftler der United States Antarctic Service Expedition (1939–1941) entdeckten und fotografierten das Inlet bei einem Überflug im Dezember 1940, beschrieben es jedoch irrtümlich als Stefansson Inlet. Weitere Luftaufnahmen entstanden 1947 bei der Ronne Antarctic Research Expedition (1947–1948), die auch in Zusammenarbeit mit dem Falkland Islands Dependencies Survey die geodätische Vermessung vornahm. Finn Ronne, Leiter der Expedition, benannte das Inlet nach Konteradmiral Edward Hanson Smith (1889–1961) von der United States Coast Guard, einem anerkannten Arktisforscher und späteren Direktor der Woods Hole Oceanographic Institution.